# تشارلز إف. ستافورد
تشارلز إف. ستافورد (بالإنجليزية: Charles F. Stafford)‏ هو محامي أمريكي، ولد في 24 يونيو 1918 في بورلينجتون في الولايات المتحدة، وتوفي في 3 يوليو 1984 في أولمبيا في الولايات المتحدة.